# Oxbacken
Oxbacken är ett vanligt namn på stadsdelar i äldre svenska städer. Namnet kommer sig ofta av att backen var ett brant slut på landsvägen vid en infart till stadens centrum, och att handelsmännen där var tvungna att spänna om sin last mellan hästar och oxar för att kunna dra varorna till handelsplatsen[källa behövs].
Oxbacken finns bland annat i:
- Nyköping
- Södertälje
- Västerås
- Skara